# A Night in New Arabia
A Night in New Arabia è un film muto del 1917 diretto da Thomas R. Mills.
La sceneggiatura del film si basa sul racconto A Night in New Arabia di O. Henry pubblicato a New York sullo Strictly Business nel 1910 e fa parte di una serie prodotta in quegli anni dalla Vitagraph dedicata al famoso scrittore.

## Trama
Jacob Spraggins, un israelita che si è fatto da sé diventando milionario, fa grosse donazioni alle opere caritatevoli a causa della sua coscienza non troppo limpida. Ma le istituzioni da lui sovvenzionate lo trattano con alterigia anche se continuano a pompargli sempre più soldi. Jacob, per riparare un torto, ingaggia un investigatore che deve rintracciare per lui l'erede di un uomo che lui aveva truffato per una proprietà del valore di diecimila dollari. Nel frattempo, sua figlia Celia si innamora di Thomas, un commesso di droghiere che lei si mette a corteggiare, conquistandolo. L'investigatore individua in Thomas l'uomo che Jacob vuole ritrovare. Il vecchio, ammirato per l'indipendenza del giovanotto, gli consegna diecimila dollari, suggerendogli di far la corte a sua figlia. Ma Thomas rifiuta di incontrare la figlia del benefattore, prende il denaro e scappa con Celia. Jacob, venuto a sapere della fuga, li insegue ma solo per dar loro la sua benedizione.
Passa un anno e Jacob smette di dare i suoi contributi alle opere di carità; aumenta, invece, il prezzo dell'aceto di tre centesimi al gallone, così che il nipotino possa avere tutti i soldi che vuole.

## Produzione
Il film fu prodotto dalla Vitagraph Company of America (come Broadway Star Features).

## Distribuzione
Distribuito dalla General Film Company, il film uscì nelle sale cinematografiche statunitensi nel novembre 1917.